# تاج الفار
تاج الفار، عزبة تابعة لقرية محلة أبو علي، التابعة لمركز دسوق، التابع لمحافظة كفر الشيخ في جمهورية مصر العربية.